# سفارة البرتغال لدى السعودية
سفارة البرتغال لدى السعودية هي الممثلية الدبلوماسية العليا لدولة البرتغال لدى المملكة العربية السعودية. تقع السفارة في حي الورود في الرياض.